# شريان أذني خلفي
شريان أذني خلفي (بالإنجليزية: Posterior auricular artery)‏‏ هو شريان يتفرعُ من شريان سباتي ظاهر.